# Ветшафт
Ветшафт (нем. Wetschaft) — река в Германии, протекает по земле Гессен. Площадь бассейна реки составляет 196,2 км², общая её длина — 27,2 км.

## Течение
Началом реки является источник Ландграфенборн (нем. Landgrafenborn), расположенный на высоте 360 метров над уровнем моря на юго-восточном склоне горы Вассерберг (нем. Wasserberg), относящейся к возвышенности Бургвальд (нем. Burgwald). Обогнув гору по часовой стрелке, Ветшафт течёт на север через район Рода города Розенталь, после чего поворачивает на запад и на юг, далее следуя вдоль федеральной трассы B 252 до впадения в Лан.